# Smith, un cowboy per gli indiani
Smith, un cowboy per gli indiani (Smith!) è un film western del 1969 diretto da Michael O'Herlihy.

## Trama
Protagonista del film è Smith, un agricoltore da sempre amico degli indiani, che ora si ritrova contro tutti per difendere uno di questi dall'accusa di omicidio.

## Distribuzione
In Italia non fu mai distribuito al cinema, ma trasmesso direttamente in televisione il 18 ottobre 1992 su RaiUno, e doppiato per l'occasione. È stato distribuito in DVD dalla Golem Video il 28 marzo 2018.